# RS Рака
RS Рака (лат. RS Cancri) − полуправильная пульсирующая переменная звезда, которая находится в созвездии Рака. Это красный гигант класса М.

## Исследования
По этой звезде проводились следующие исследования:
- Spectrographic studies of two semi-regular variable stars: W Cygni and RS CANCRI